# Langues berbères
Cette page contient des caractères tifinaghs. En cas de problème, consultez Aide:Unicode ou testez votre navigateur.
« Berbère » redirige ici.  Pour le peuple, voir Berbères.

Le drapeau berbère.

Les langues berbères et leurs dialectes — ou le tamazight, ou encore « le » berbère, en berbère « tamazight »  (néo-tifinagh : ⵜⴰⵎⴰⵣⵉⵖⵜ ; tifinagh touareg : ⵜⵎⵣⵗⵜ ; ABL : Tamaziɣt) — forment une branche de la famille des langues chamito-sémitiques (ou afro-asiatiques, ou afrasiennes) et couvrent une vaste aire géographique : l’Afrique du Nord depuis le Maroc jusqu’à l’Égypte, en passant par l’Algérie, la Tunisie et la Libye, ainsi qu'une partie du Sahara, et la partie ouest du Sahel (Mauritanie, Mali et Niger). Un dialecte du berbère, le guanche, fut parlé autrefois aux îles Canaries.
Glottolog recense 27 langues ou dialectes berbères (langues mortes incluses).
Le berbère possède son propre système d'écriture, le tifinagh — un alphabet touareg issu du libyque, l'alphabet usité par les berbères jusqu'à l'Antiquité tardive en Afrique du Nord —, dont une variante est officiellement utilisée au Maroc, le néo-tifinagh.
Il n'y a pas de chiffres officiels concernant le nombre de berbérophones, mais on estime qu'il existe entre 40 et 60 millions de locuteurs des langues berbères dans le monde, principalement au Maghreb.
Les langues berbères sont très influencées par l'arabe : d'après le linguiste berbère Maarten Kossmann, l'arabe serait un élément important de la sémantique du berbère, ce dernier possédant par ailleurs un superstrat phénicien,,.

## Histoire

### Libyque
Le libyque consiste en un ensemble de dialectes parlés en Afrique du Nord dans l'Antiquité par les anciens Libyens (Libyens anciens), et connus par l'épigraphie. Il représente une forme ancienne du berbère.

### Période coloniale et post-coloniale
Durant la seconde moitié du XXe siècle, le nombre de locuteurs berbères se situe entre 30 et 60 % selon les sources. Cette chute s’explique entre autres par la politique linguistique coloniale, suivie de la politique d'arabisation.

## Classification interne
Le groupe des langues berbères connaît une forte variation interne. On y distingue plus généralement les langues berbères du Nord, les langues berbères de l'Est (bien que parfois considérées comme faisant partie du groupe précédent), les langues touarègues, ainsi que le groupe zenaga-tetserret.

### Langues berbères du nord
Le groupe des langues berbères du nord comprend, :
- les langues « non zénètes » :
  - les langues de l'Atlas (chleuh), au Maroc ;
  - le kabyle, en Algérie[18] ;

- les langues du groupe zénète[20] :
  - le rifain, dans le nord-est du Maroc, y compris le parler des Béni-Snassen et les autres parlers zénètes de l'Oriental ;
  - le berbère du Moyen Atlas oriental, dans le centre-est du Maroc, transitionnel vers les langues berbères de l'Atlas ;
  - les parlers du nord-ouest de l’Algérie (en), dont le chenoui[21] ;
  - le chaoui, dans les Aurès, en Algérie ;
  - les langues zénètes du Sahara central et septentrional;
  - le groupe des parlers zénètes orientaux, transitionnel vers les langues berbères orientales, parlés en Tunisie et en Libye.

Bien que décrit par Kossmann comme faisant partie des parlers zénètes du nord-ouest de l’Algérie, le parler des Beni Snous (en) est généralement rattaché aux parlers du Rif, particulièrement le rifain oriental.
Le nafusi, parlé au nord-ouest de la Libye, autrefois considéré comme faisant partie du groupe zénète, en est exclu par les études récentes, qui le rattachent au groupe des langues berbères de l'Est.

### Langues berbères de l'Est
Le groupe des langues berbères de l'Est, incluses par Kossmann au sein des langues berbères du nord dans le cadre d'un continuum dialectal, comprend deux sous-groupes :
- un premier sous-groupe incluant le ghadamesi et le tawjilit, caractérisés par la préservation du *β proto-berbère en tant que β[23] (devenu h ou disparu ailleurs) ;
- un second sous-groupe incluant le nafusi, le siwi et les parlers berbères du Fezzan, partageant un certain nombre d'innovations avec les langues berbères du Nord, tel la perte du *β proto-berbère[23] et l’évolution du *ă en ə[24].

### Langues touarègues
Le groupe des langues touarègues comprend plusieurs parlers généralement proches et mutuellement intelligibles :
- le « touareg du Nord » ou tamahaq (Tămahăqq) – parler des Kel Ajjer et des Kel Ahaggar ;
- le « touareg du Sud », comprenant :
  - le tamasheq (Tămášăqq) – parler des Kel Adagh
  - le tayert tamajeq (Tămážăqq) – parler des Kel Aïr
  - le tawellemmet tamajeq (tawəlləmmət) – parler des Ouelleminden

### Langues berbères de l'Ouest
Le zenaga (parlé par les Zenagas en Mauritanie et au Sénégal) et le tetserret (parlé au Niger par les Kel Aghlal et les Aït Awari (en)) constituent, malgré la distance qui les sépare, un groupe distinct de parlers berbères. Les deux langues, avec quelques milliers de locuteurs pour chacune, sont considérées comme menacées.

### Guanche
Le guanche, langue éteinte au XVIIe siècle et autrefois parlée aux îles Canaries par les Guanches contient un grand nombre d'éléments berbères et y est souvent apparentée. Cette langue demeure toutefois peu documentée.

## Répartition géographique

### Maroc
Le Maroc est le principal,, État berbérophone. L'article 5 de la Constitution de 2011 a introduit l'« amazighe » comme « langue officielle de l'État, en tant que patrimoine commun à tous les Marocains sans exception ». Dans l'introduction de l'ouvrage Berbères aujourd'hui, les berbérophones marocain sont estimés par Salem Chaker à au moins 40% de la population. D'autres sources rapportent le chiffre de 16%,. Ces deux derniers chiffres ne reposent sur aucune étude ou recensement concrets. En revanche l'administration, se basant sur le recensement général de 2014 effectué par le Haut-Commissariat au plan, indique plutôt un taux de 25,8% ce qui s'apparente a une baisse du nombre de berbérophones depuis 2004 où il était estimé à 27,5%. En 2024 le recensement a de nouveau été effectué et donne cette fois le chiffre de 24,8%, indiquant une quasi stagnation par rapport à 2024. Il est à noter toutefois que ces chiffres font l'objet de nombreuses contestations et critiques par des associations amazighes notamment dans la méthodologie employée,, visant selon elles à minimiser l'importance du nombre de locuteurs. A ce propos la note relative au recensement de 2024 indique : « les personnes recensées sont interrogées spécifiquement sur les langues qu’elles utilisent dans leur vie quotidienne. Cela signifie que même les personnes capables de parler Amazighe mais qui déclarent ne pas l’utiliser au quotidien ne sont pas comptabilisées dans cette proportion. » ce qui laisse planer un doute sur le nombre réel de locuteurs de la langue.
L'amazighe est introduite dans les programmes publics et dans les émissions de télévision en vue de faciliter son apprentissage. Certaines bibliothèques, comme celle de la Fondation du roi Abdul-Aziz Al Saoud pour les études islamiques et les sciences humaines à Casablanca, possèdent un fond berbère.
Trois principales variétés du berbère sont parlées au Maroc :
- le chleuh, par près de 8 million de locuteurs, principalement dans le Haut Atlas Occidental, l'Anti-Atlas, le Souss et le Nord du Sahara[36], ainsi que dans les grandes villes comme Casablanca, Marrakech et Rabat parmi les immigrés : c'est la variante berbère qui prédomine[37] ; le chleuh a différents sous-dialectes, comme le berbère du Souss (tassoussit, soussiya) et le berbère du Haut Atlas occidental  ;
- le tamazight (ou tamazight du Maroc central ; anciennement braber), par 3,3 millions de personnes, principalement dans le Haut Atlas Oriental, le Sud-est du Maroc et le Moyen Atlas[38] ;
- le rifain ou tarifit, par près de 1,5 million de personnes, principalement dans le Rif[39].

On trouve également d'autres dialectes, parlés par un nombre restreint de locuteurs comme le sanhadji des Srayr (environ 40 000 locuteurs), le ghomari (environ 10 000 locuteurs dans le Rif) et le berbère de Figuig (environ 30 000 locuteurs).
D'autres parlers distincts existent au Maroc mais sont généralement rattachés à des ensembles plus larges. Les parlers zénètes du Moyen Atlas oriental, sont généralement rattachés au tamazight avec lequel ils sont mutuellement intelligibles. Le parler des Béni-Snassen et celui de la province de Jerada sont quant à eux généralement rattachés au rifain, avec lequel ils sont mutuellement intelligibles.
Le judéo-berbère, rattaché au tachelhit ou tamazight et parlé autrefois par certaines communautés juives, est pratiquement éteint. Il serait néanmoins encore parlé par près de 2 000 personnes en Israël.

### Algérie

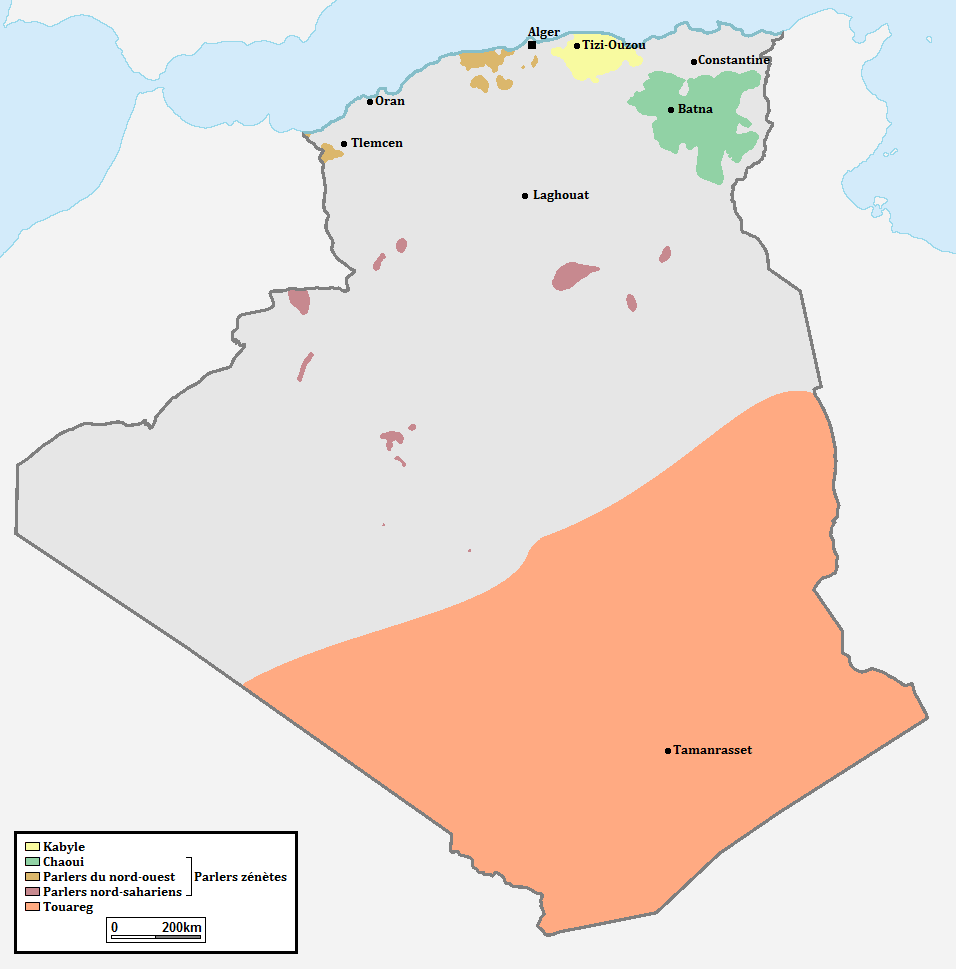
Carte des aires berbérophones d'Algérie

L'Algérie compte entre 25 %, et 30 % de berbérophones. Depuis le début du XXe siècle l'Algérie est le foyer de la revendication identitaire berbère, notamment à travers la Kabylie, principale région berbérophone du pays. Elle connaît divers printemps berbères, en 1980 et 2001, notamment autour de la question linguistique. La diaspora algérienne fonde l'académie berbère, une structure associative qui promeut l'alphabet tifinagh, un alphabet touarègue (Sahara algérien, malien, libyen et nigérien). Cet alphabet est progressivement habilité au niveau des aires berbérophones du nord du pays (kabyle, chaoui...) bien qu'il n'ai pas d'exemple d'usage du tifinagh après l'antiquité en Algérie,,.
Le Haut commissariat à l'amazighité, premier institut officiel au Maghreb destiné à l'étude des langues berbères est créé en 1995. L'Algérie est le premier pays à donner un statut constitutionnel à la langue berbère ; le tamazight est reconnu « langue nationale » dans la constitution de 2002. Du fait de la pratique du tamazight, de sa valeur culturelle dans la société algérienne et du consensus politique autour de la question, la volonté de réforme de la constitution algérienne depuis 2015 constitue une perspective pour son officialisation. Tamazight est finalement promu langue nationale et officielle lors de la révision constitutionnelle algérienne de 2016 (cf. son article 4).
Les langues du nord de l'Algérie réparties sur le Tell incluent :
- Le chaoui (tacawit) est parlé par environ 3 millions de personnes[8] à l'est du pays, surtout dans les Aurès, les wilayas de Batna, Khenchela, Oum-El-Bouaghi, Tébessa, Souk Ahras, au sud de Sétif et dans une partie des wilayas de Guelma, Mila (extrême sud) et Biskra. Mentionnons aussi la présence de nombreuses communautés chaouis dans la wilaya de Annaba et de Constantine.
- Le kabyle (taqbaylit) avec 5 à 6 millions de locuteurs. Le kabyle est le deuxième parler berbère le plus utilisé après le chleuh en Afrique du nord. Il est parlé dans les wilayas de Béjaïa, de Tizi-Ouzou et partiellement dans les wilayas de Bouira, de Boumerdès et d'Alger (wilaya comptant le plus grand nombre de personnes d'origine kabyle: plus de deux millions). Il existe également un certain nombre de personnes d'origine kabyles et de communes kabyles relevant du nord des wilayas de Jijel, Sétif et Bordj Bou Arreridj et Médéa . Enfin, il faut prendre en compte un nombre important de Kabyles habitant d'autres grandes villes algériennes comme Alger, Blida, Médéa ou Oran ainsi que parmi la diaspora algérienne en France et au Canada .
- Le chenoui est présent dans la wilaya de Tipaza, la wilaya d'Ain Defla, et le littoral de la wilaya de Chlef à l'ouest d'Alger (180 000 locuteurs)[48].
- Le tamazight de l'Atlas blidéen, parlé dans le massif du même nom[49] qui s'étend sur la Mitidja.
- Le tasahlite, bien que généralement vu comme un dialecte du kabyle, est une variante berbère distincte de la Kabylie orientale[50] et dans le massif des Babors plus ou moins influencée par le kabyle de Kabylie et le chaoui selon la proximité géographique avec ces deux variantes. Ces locuteurs se retrouvent donc dans les communes orientales de la wilaya de Béjaïa (Kherrata, Aokas, Ait Smail, Taskhriout Melbou, Tizi N'Berber), les communes occidentales de la Wilaya de Jijel (Ziama-Mansouriah, Eraguene) et dans le nord de la Wilaya de Sétif (Babor, Oued El-Bared, Amoucha et Aït Tizi).
- Le tasenusit des Beni Snous, dans la wilaya de Tlemcen[50].

Les langues du nord-Sahara et du Sahara incluent :
- Le mozabite, est parlé au Mzab, dans le sud : entre 150 000 et 200 000 locuteurs[8].
- Le touareg (c'est-à-dire les variantes tamasheq, tamahaq, tamajaq) est parlé dans le sud de l'Algérie, (parlé aussi dans le sud-ouest de la Libye, au Mali, au Niger et au nord du Burkina Faso) le pays compte des effectifs touaregs plus modestes qui ne dépassent pas quelques dizaines de milliers de personnes. L’ensemble des populations touarègues avoisine donc le million d'individus[51].
- Le chelha du Sud oranais et de Figuig s'étale sur plusieurs oasis et ksours des deux côtés des frontières algérienne et marocaine entre Mécheria et Figuig. Il est parlé par les habitants sédentaires de ces espaces qui vivent de l'agriculture saharienne et du commerce des dattes.
- Le tagargrent est parlé dans la région de Ouargla et de N'Goussa ainsi que Touggourt et sa région Righa.
- Le Zénète du Gourara et de Touat est parlé par 80 000 personnes au Touat en Algérie[52]. (Teminine, Gouraya).

Ilots berbérophones de l'ouest de l'Algérie.

Plusieurs parlers à travers l'Algérie, restes d'une berbérophonie autrefois plus importante, ont été répertoriés et pour certains étudiés par des ethnologues au début du XIXe siècle, cependant ils furent notés comme étant en voie de disparition et il est aujourd'hui très difficile de savoir s'ils sont définitivement éteints ;
- Les divers parlers de l'Ouarsenis (Matmata, Haouara, etc.), dont certains seraient[pas clair] encore vivants.
- Le Bettioui du Vieil Arzew (parler d'origine rifaine), éteint.
- Le chelha des Achaacha (région de Mostaganem), éteint.
- Le parler des Ben Hlima (Frenda au sud-est de Mascara), éteint.

### Tunisie
En Tunisie, pays où l'arabe tunisien est la langue maternelle de 98 % de la population, le chelha est parlé dans les villages semi-berbérophones du Sud — Chenini, Douiret, Matmata, Tamezret, Ghomrassen, etc. — ainsi que dans quelques villages de l'île de Djerba (surtout Guellala/Iqellalen, Ajim, Sedouikech/Azdyuch, Ouirsighen/Ursighen) et les régions de montagnes à Gafsa ou Sbeïtla.
Les mouvements berbères en Tunisie connaissent une montée importante après le 14 janvier 2011 et la révolution tunisienne, plusieurs associations berbérophones se constituant, et des marches qui demandent la reconnaissance de la langue et des droits culturels ayant lieu.

### Mali et Niger
Le touareg, plus précisément les variantes tamasheq (ou tamashaq) au Mali et tamajaq au
Niger. Les Touaregs représentent environ 10 % de chacune des populations malienne et nigérienne.

### Libye
Les berbérophones représentent près de 10 % de la population libyenne, ils sont concentrés dans le nord-ouest du pays, dans les montagnes du Nefoussa et dans la ville côtière de Zouara. Le berbère est également parlé à Awjila et Sokna. Le tamasheq est également parlé dans la région de Ghat par environ 17 000 personnes (Johnstone 1993).

### Mauritanie
Le zenaga est parlé à Mederdra. Le tamasheq est également utilisé[réf. nécessaire]. Mais la plupart des non-arabophones de Mauritanie parlent les langues nigéro-congolaises[réf. nécessaire].

### Îles Canaries
Aux îles Canaries se parlait jadis le guanche, aujourd'hui disparu. Une partie de la population actuelle de ces îles espagnoles se revendique berbère mais ne parle de nos jours aucun dialecte de cette langue. Cette revendication berbère est notamment portée par le Congrès national canarien (CNC), parti indépendantiste canarien, branche politique du mouvement de libération des îles Canaries, le MPAIAC.

### Égypte
Les Siwis parlent le seul dialecte berbère égyptien, le siwi, présent dans les oasis de Siwa et de Qara. Ces deux oasis du nord-ouest de l'Égypte représentent le plus oriental des groupes berbères.

## Écriture
Les langues et les dialectes berbères ont eu une tradition écrite, par intervalles, pendant environ 2 500 ans, bien que la tradition ait été fréquemment perturbée par des changements culturels et des invasions. Ils ont d'abord été écrits dans l'abjad libyco-berbère, qui est encore utilisé aujourd'hui par les Touaregs sous la forme tifinagh. L'inscription la plus ancienne date du IIIe siècle av. J.-C. Plus tard, entre environ 1000 et 1500 apr. J.-C., ils ont été écrits avec le script arabe, et depuis le xxe siècle, ils ont été écrits avec l'alphabet berbère latin, particulièrement parmi les communautés kabyles d'Algérie. L'alphabet berbère latin était également utilisé par la plupart des linguistes européens et berbères aux XIXe et XXe siècles.

Une forme modernisée de l'alphabet tifinagh, appelée néo-tifinagh, a été adoptée au Maroc en 2003 pour l'écriture berbère. Les Algériens utilisent principalement l'alphabet berbère latin dans l'éducation berbère aux écoles publiques, tandis que le tifinagh est surtout utilisé pour le symbolisme artistique. Le Mali et le Niger reconnaissent un alphabet latin berbère touareg adapté au système phonologique touareg. Cependant, le tifinagh traditionnel est toujours utilisé dans ces pays.

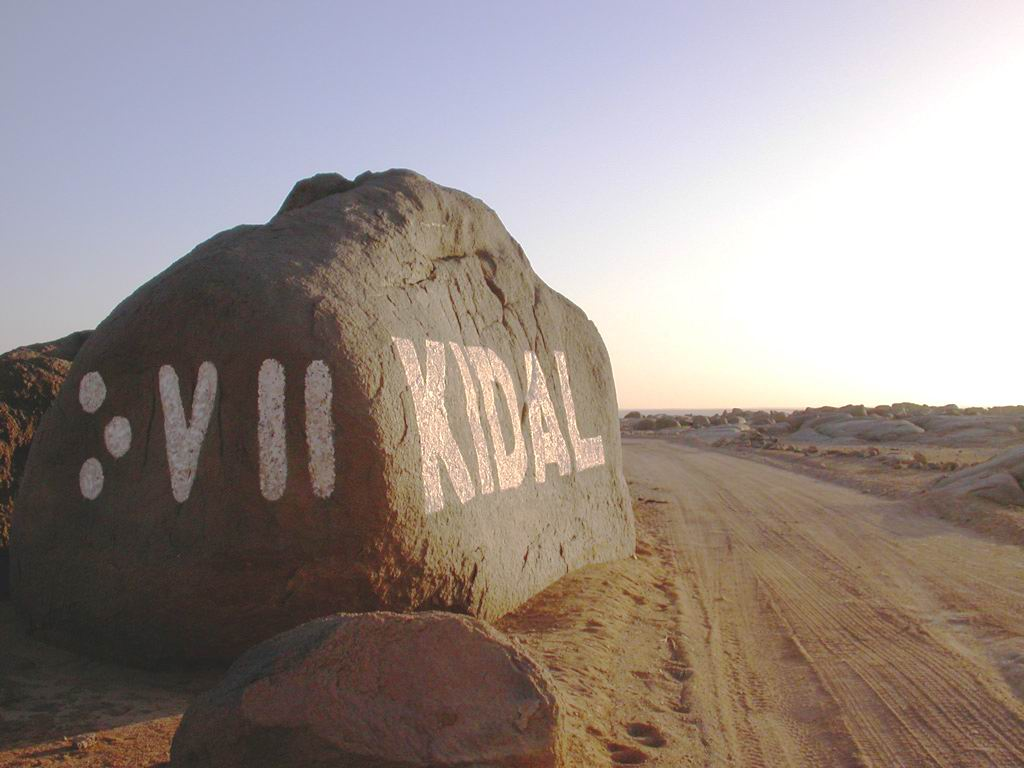
Entrée à Kidal, ville touareg du Mali, au centre du massif de l'Adrar des Ifoghas. Sur le côté gauche du rocher, Kidal est écrit en caractère tifinagh : « KDL ».

### Tifinagh
Le berbère est noté, depuis le milieu du premier millénaire avant l'ère chrétienne, au moyen de l'alphabet tifinagh ou libyco-berbère. Il comporte des voyelles et des consonnes, dont il existe plusieurs variantes.
Depuis le début du XXe siècle, le berbère a surtout été écrit au moyen de l'alphabet latin ou de l'alphabet arabe, bien que les Touaregs continuent de l'utiliser couramment.
Cependant, des propositions de tifinagh standard ont vu le jour à partir de la fin du XXe siècle.
L'Académie berbère, travailla sur une version, révisée ensuite par le professeur Salem Chaker de l'Inalco. L'Ircam officialisa une version de l'alphabet tifinagh en 2003.
La principale difficulté de la mise en place d'un alphabet standard réside dans la localisation progressive des langues berbères, qui a engendré une différenciation de certains phonèmes et lettres.

### Alphabet berbère latin
L'alphabet berbère latin est basé sur l'alphabet latin. Développée par le linguiste berbère Mouloud Mammeri dans les années 1960, cet alphabet comporte 23 lettres latines standards et 10 lettres supplémentaires.
Les militants berbères privilégient massivement l'utilisation de l'alphabet latin afin d'assurer un développement et une prolifération rapides de la langue berbère dans les écoles, dans les institutions publiques et sur Internet.

### Alphabet arabe
Certains peuples berbères ont utilisé l'arabe au cours de l'histoire, et dans le manuel scolaire algérien il y a en plus du latin, une description arabe pour les débutants.
Dans la table ci-dessous figurent sur fond gris des lettres arabes les moins connues et peu ou pas utilisées ; sur fond rose les 3 lettres latines supplémentaires destinées aux transcriptions d'emprunts et dont l'ancienne transcription arabe a peu été utilisée, ou a substitué par une autre lettre arabe de base, voire non transcrite ; et sur fond jaune les 10 lettres latines berbères standards, mais hors de l'alphabet latin de base, plus fréquemment substituées (par exemple transcrites par la lettre latine de base sans signe diacritique, ou par une autre lettre latine diacritée reprise par exemple de l'alphabet maltais mieux pris en charge, ou composées dans un digramme approchant, voire remplacées par des symboles ou lettres grecques ou d'autres signes, notamment dans les échanges personnels sur Internet et sur téléphones mobiles):
| Lettres arabes | Lettres arabes | Lettres arabes                  | Lettres latines | Lettres latines | Lettres latines               | Lettres latines               |
| isolées        | jointives      | nom                             | standards       | standards       | substituts fréquents          | substituts fréquents          |
| -------------- | -------------- | ------------------------------- | --------------- | --------------- | ----------------------------- | ----------------------------- |
| ا              | ااا            | ʾalif                           | A               | a               |                               |                               |
| ب              | ببب            | bāʾ                             | B               | b               |                               |                               |
| ش              | ششش            | shīn                            | C               | c               |                               |                               |
| ڜ              | ڜڜڜ            | shīn petit v renversé en chef   | Č               | č               |                               |                               |
| د              | ددد            | dāl                             | D               | d               |                               |                               |
| ظ              | ظظظ            | ẓāʾ ou dzāʾ                     | Ḍ               | ḍ               |                               |                               |
| ض              | ضضض            | ḍād                             | Ḍ               | ḍ               |                               |                               |
| آ              | آآآ            | ʾalif maddah en chef            | E               | e               |                               |                               |
| ف              | ففف            | fāʾ                             | F               | f               |                               |                               |
| ڨ              | ڨڨڨ            | gāʾ                             | G               | g               |                               |                               |
| گ              | گگگ            | gāf ou kāf ouvert trait en chef | G               | g               |                               |                               |
| ڭ              | ڭڭڭ            | nga ou kāf trois points en chef | G               | g               |                               |                               |
| چ              | چچچ            | tchimʾ ou tche                  | Ğ               | ğ               |                               |                               |
| غ              | غغغ            | ghaïn ou ġayn                   | Ɣ               | ɣ               | Γ (grecque) ou Ġ              | γ (grecque) ou ġ              |
| ع              | ععع            | ʾaïn                            | Ɛ               | ɛ               | ε (grecque) ou ' (apostrophe) | ε (grecque) ou ' (apostrophe) |
| ه              | ههه            | héʻ                             | H               | h               |                               |                               |
| ح              | ححح            | ḥāʾ                             | Ḥ               | ḥ               |                               |                               |
| إ              | إإإ            | ʾalif hamza souscrite           | I               | i               |                               |                               |
| ئ              | ئئئ            | yāʾ hamza en chef               | I               | i               |                               |                               |
| ج              | ججج            | djîm                            | J               | j               |                               |                               |
| ڪ              | ڪڪڪ            | kāf écrasé                      | K               | k               |                               |                               |
| ل              | للل            | lām                             | L               | l               |                               |                               |
| م              | ممم            | mīm                             | M               | m               |                               |                               |
| ن              | ننن            | nūn                             | N               | n               |                               |                               |
| ۇ              | ۇۇۇ            | wāw ḍamma en chef               | O               | o               |                               |                               |
| پ              | پپپ            | pāʾ ou pe                       | P               | p               |                               |                               |
| ق              | ققق            | qāf                             | Q               | q               |                               |                               |
| ر              | ررر            | rāʾ                             | R               | r               |                               |                               |
| ڒ              | ڒڒڒ            | rāʾ petit v en chef             | Ṛ               | ṛ               |                               |                               |
| س              | سسس            | sīn                             | S               | s               |                               |                               |
| ص              | صصص            | çād ou ṣād                      | Ṣ               | ṣ               |                               |                               |
| ت              | تتت            | thāʾ ou ṯeʾ                     | T               | t               |                               |                               |
| ط              | ططط            | tāʾ                             | Ṭ               | ṭ               |                               |                               |
| ؤ              | ؤؤؤ            | wāw hamza en chef               | U               | u               |                               |                               |
| ڥ              | ڥڥڥ            | fāʾ trois points souscrits      | V               | v               |                               |                               |
| و              | ووو            | wāw                             | W               | w               |                               |                               |
| خ              | خخخ            | khāʾ                            | X               | x               |                               |                               |
| ي              | ييي            | yāʾ                             | Y               | y               |                               |                               |
| ز              | ززز            | zaïn                            | Z               | z               |                               |                               |
| ژ              | ژژژ            | jāʾ ou zhāʾ                     | Ẓ               | ẓ               |                               |                               |

En 1883, le linguiste René Basset, de l'école supérieure des lettres d'Alger, publie dans son manuel de la langue kabyle, un alphabet berbère en caractères arabes, qui, selon l'instituteur Auguste Veller peut aider à un développement plus rapide du berbère, dont voici les lettres : 
| Lettre | Prononciation         | Notes |
| ------ | --------------------- | --- |
| ا      | [æː], [æ], [u] et [ə] | |
| ب      | [b] et [v]            | Il s'agit de la lettre B, mais dans la majorité des cas, il s'agit du [v] |
| ت      | [t] ou [ts]           | Deux ت se prononce [ts], parfois le ت est seul et peut se prononcer [ts], s'il est suivi par un ض, il se contracte en ط |
| ث      | [tʰ], [θ], [ts], [t]  | Le son du θ manque dans plusieurs dialectes : en mozabite et en touareg. Lorsque le ث tha est précédé d'un ن noun, il se prononce ت ta. Les tribus de O. Soummam lui donnent le même son après un ش chin, un س sin, ou un ت ta. Précédé d'un ذ dhal, il s'assimile cette lettre et se renforce en ق q et en tsa dans l'Ouest de la Kabylie. De même, il s'assimile le ض dhad qui le précède et se renforce en ت ta. — Deux ث tha qui se suivent sans voyelle intermédiaire se contractent en ت tta. Un double tha suivi d'un sin devient souvent tsa. |
| ج      | [d͡ʒ]                  | |
| چ      | [tʃ]                  | |
| ح      | [ħ]                   | |
| خ      | [x]                   | |
| د      | [d]                   | |
| ذ      | [ð]                   | Il s'assimile au ن quand celui-ci le suit |
| ر      | [r]                   | |
| ز      | [z]                   | |
| ژ      | [ʒ]                   | |
| س      | [s]                   | |
| ش      | [ʃ]                   | |
| ص      | [s̙ˤ]                  | |
| ض      | [d̪ˤ]                  | |
| ط      | [t̙ˤ]                  | |
| ظ ou ڞ | [ð̙ˤ] ou [zˤ]          | Rarement employé chez les kabyles qui le confondent avec le ض, les chleuhs le remplacent en un ڞ. Il est aussi utilisé pour différencier les sons [zˤ] et [z] quand ceux-ci ont la même orthographe, sinon, il s'écrit en ز. |
| ع      | [ʕ]                   | w |
| غ      | [ʁ] ou [ɣ]            | |
| ف      | [f]                   | |
| ق      | [q]                   | |
| ک      | [k] et [ç]            | En kabyle, le kef se prononce (généralement) comme le χ grec |
| ݣ ou گ | [g]                   | est toujours dur |
| ل      | [l]                   | il permute très rarement en kabyle en د. |
| م      | [m]                   | |
| ن      | [n]                   | |
| ه      | [h] ou [ə]            | |
| و      | [w], [v], [u], [o]    | Dans plusieurs dialectes kabyles, deux و (وو) se prononce [p], et [bʷ] et [g] chez les Ouled Abdeldjebar (Aït Waghlis, Ait Ymel, Ouled Tazmalt, Barbacha...). |
| ی      | [i], [i:], [ə]        | Deux يـ se prononce [g] |
| ء      | [ə] et [əː]           | Cette lettre n’est pas notée par Basset. |

Notes et lettres supplémentaires: 
| Note     | Prononciation                                                               |
| -------- | --------------------------------------------------------------------------- |
| ـَ        | [ə], [æ]                                                                    |
| ـُ        | [o], [u]                                                                    |
| ـِ        | [i]                                                                         |
| ـْ        | [ə] ou pour Sukūn                                                           |
| تض       | [t̙ˤ]                                                                        |
| نث       | [t]                                                                         |
| ثث       | [ts]                                                                        |
| ثثـ      | [t]                                                                         |
| ثثسـ     | [ts]                                                                        |
| لا       | [læ:]                                                                       |
| ـه ou ـۀ | pour noter un [æ] et un [ə] en fin de mot                                   |
| ة        | Utilisé pour les emprunts à l'arabe, il a la même fonction que le précédent |
| ىٰ        | pour noter un [æ] et un [ə] en fin de mot, utilisé pour les emprunts arabes |

## Statut

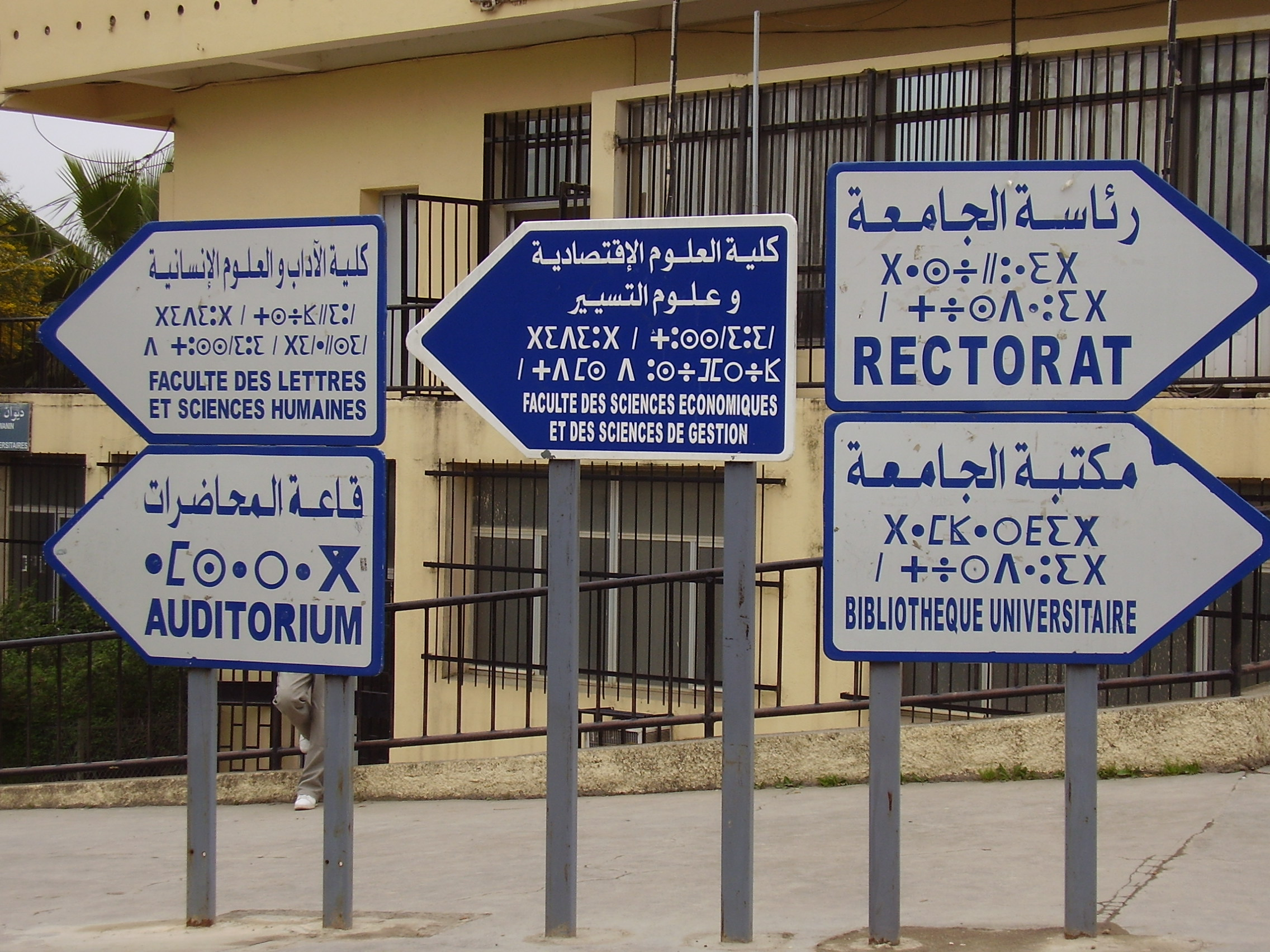
Signalisation trilingue à la faculté de Tizi-Ouzou (Algérie) transcrit en arabe, en berbère (tifinagh), et en français.

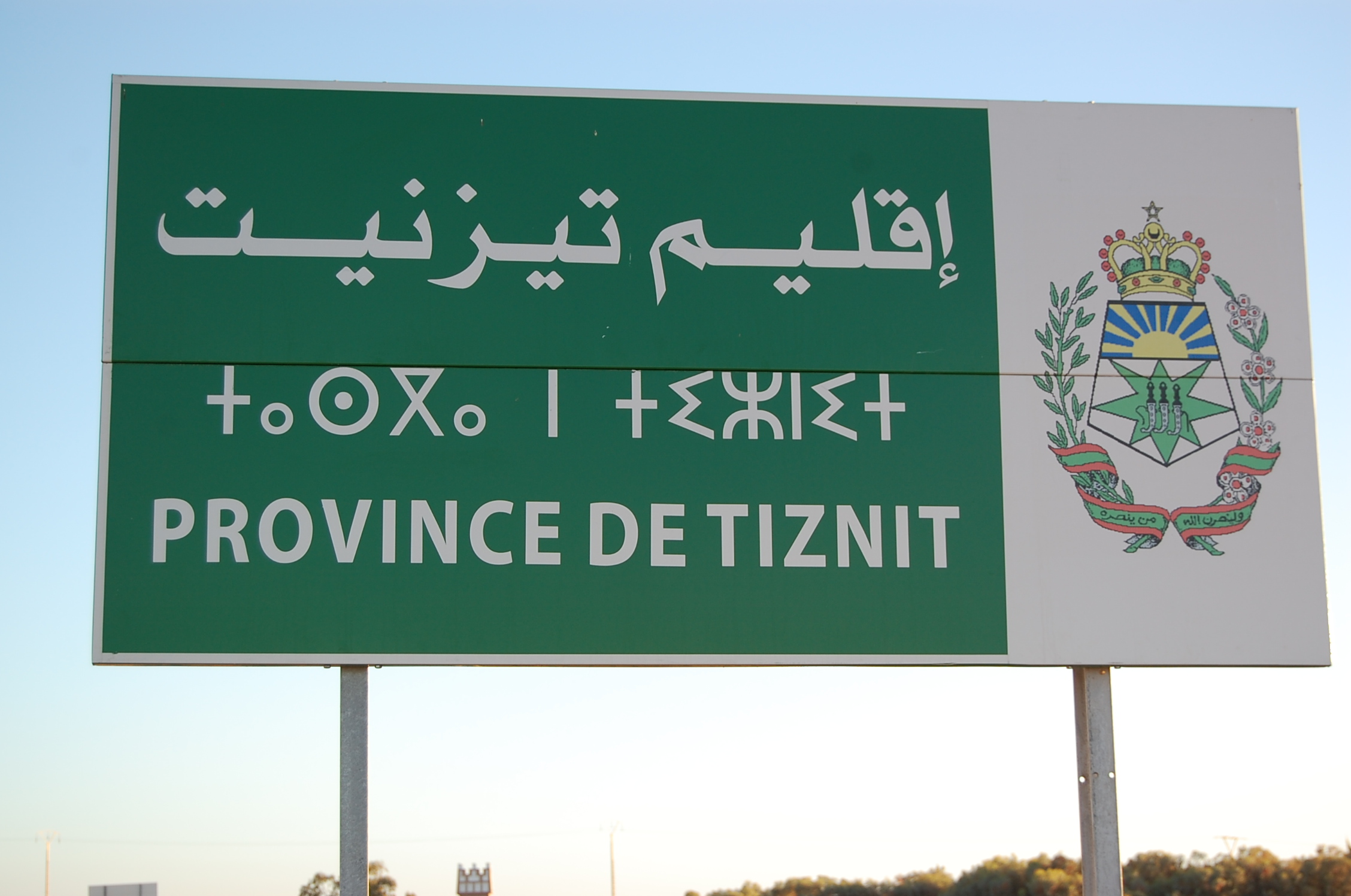
Panneau de bienvenue trilingue de la province de Tiznit (Maroc) transcrit en arabe, en berbère (tifinagh), et en français.

Le berbère est langue officielle au Maroc depuis l'instauration de la Constitution de 2011 et en Algérie depuis la révision constitutionnelle de 2016 et au Mali depuis 2023 après le Référendum constitutionnel malien de 2023. Il est langue nationale au Niger et langue régionale en Libye.

## Enseignement du berbère

### En Algérie
À l'issue de la « grève du cartable » (1994-1995) ayant paralysé le secteur éducatif en Kabylie, le gouvernement algérien s'est finalement décidé à introduire de façon très timide l'enseignement du tamazight dans 16 wilayas en 1995 pour environ 35 000 élèves. Quinze ans plus tard, en 2010, le Haut commissariat à l'amazighité (HCA) note que plus 240 000 élèves apprennent le tamazight en Algérie mais cet enseignement ne concerne plus qu'une dizaine de wilayas. La politique de généralisation de l'enseignement de la langue amazighe reprend sous le mandat de la ministre de l'Education Mme Nouria Benghabrit (2014-2019) pour atteindre 20 wilayas en 2016. Le nombre d'apprenants est passé à 468 291 élèves en 2022 (dont 161 384 élèves pour la seule wilaya de Tizi Ouzou) et plus de 500 000 élèves lors de l'année scolaire 2023/2024dans 48 wilayas du pays.
Le tamazight est enseigné en Algérie à partir de la 4ème année du cycle primaire. Il a été introduit aux épreuves du baccalauréat et du brevet d'enseignement moyen (BEM). Son enseignement se généralise progressivement, en particulier dans les wilayas de Tizi Ouzou, Béjaïa et Bouira. Des manuels scolaires de tamazight ont été rédigés et sont disponibles en graphie latine, arabe et tifinagh.
Autre signe positif, l'amélioration de la qualité des enseignants grâce à l'introduction de cursus de langue amazighe dans les universités de Tizi Ouzou, Béjaia et Bouira. Aujourd'hui, la majorité des enseignants sont des universitaires diplômés. Lors de l'année scolaire 2022/2023, on dénombrait 3 744 enseignants de langue amazighe en Algérie dont 1 148 enseignants au niveau de la wilaya de Tizi Ouzou. En 2011, on recensait 1 114 enseignants de tamazight dont 800 licenciés universitaires. En 1995, il n'y avait que 200 enseignants.
Contrairement à la langue arabe ou aux langues étrangères (français et anglais), l'enseignement de la langue amazighe n'est pas obligatoire. L'article 34 de la Loi d'orientation de l'Education nationale de 2008 soumet son enseignement à l'existence d'une demande sociale, considéré comme un "verrou" pour la généralisation de son enseignement par Si El Hachemi Assad, secrétaire général du HCA. Régulièrement, la presse algérienne fait état de polémiques à la suite du refus de directeurs d'ouvrir des classes de tamazight ou de parents exigeant que leurs enfants soient dispensés de cet enseignement.
Quelques chiffres récents:
| Nombre de candidats au Baccalauréat concernés par l'épreuve de tamazight | 2011 | 2013 | 2015  | 2019  | 2022  |
| ------------------------------------------------------------------------ | ---- | ---- | ----- | ----- | ----- |
| Algérie (toutes wilayas confondues)                                      | 4396 | 6644 | 18339 | 27976 | 33953 |

- En 2012, environ 28 400 collégiens (soit 3,66 % du nombre total) ont passé l'épreuve de tamazight au Brevet d'enseignement moyen (BEM)[80] contre 1 280 élèves en 2007[81]. À noter que nul ne peut composer en tamazight au BEM s'il ne l'a pas étudié durant chacune des quatre années du collège[82].
- Pour l'année scolaire 2009/2010[83] : 193 226 élèves et 1 148 enseignants en langue amazighe (Wilaya de Tizi Ouzou : 93 947 élèves et 558 enseignants, Wilaya de Béjaïa : 47 162 apprenants et 313 enseignants, Wilaya de Bouira : 26 599 apprenants)
- Wilaya de Tizi Ouzou: 11 777 élèves passent l'épreuve de tamazight au BEM 2013 sur les 15 946 candidats[84] / Wilaya de Sétif : 697 élèves passent l'épreuve de tamazight au BEM 2013 sur les 21 841 candidats[85] / Wilaya de Bouira : 3 316 élèves passent l'épreuve de Tamazight au BEM 2011 sur les 11 492 inscrits / Wilaya de Béjaia : 4 172 élèves passent l'épreuve de tamazight au BEM 2012 sur les 18 859 inscrits[86] (en 2011, ils étaient 1 588 élèves à passer l'épreuve de tamazight sur les 14 288 candidats[87]) / Wilaya de Boumerdès : 363 élèves passent l'épreuve de tamazight au BEM 2011 sur les 10 149 inscrits[88]. Ce nombre progresse à 975 élèves pour le BEM de 2012[89] / Wilaya de Batna: 2 200 candidats au BEM ont passé l'épreuve de tamazight en 2013[90].
- Enseignement universitaire: la filière des langues et cultures amazighes de l'université de Bouira a vu l'inscription de 114 bacheliers au titre de l'année 2013/2014[91]. Au niveau de l'université de Béjaia, ce sont 302 bacheliers qui ont choisi d'étudier la langue amazighe pour l'année 2012/2013. Notons que l'ensemble des étudiants de ce département de langue amazighe était évalué à 1 998 étudiants pour l'année 2011-2012[92]. Quant à l'université de Tizi Ouzou, elle a accueilli 439 nouveaux inscrits en première année de langue amazighe pour l'année 2011-2012[93].

En Algérie, chaque région enseigne sa propre version du tamazight (c'est-à-dire, la version chaouie dans les Aurès, la version kabyle en Kabylie…). L'alphabet latin est largement plébiscité pour l'enseignement du tamazight mais il existe quelques exceptions comme à Tamanrasset où le tifinagh est parfois utilisé.

### Au Maroc
Introduit en 2003 dans 317 écoles du pays, le tamazight est en 2012, enseigné dans environ 4 000 écoles par 14 000 professeurs.
L'apprentissage de la langue amazighe se limite au cycle d'enseignement primaire. Il se fait à l'aide de l'alphabet tifinagh, ce qui ne fait pas consensus,.
L'enseignement du tamazight est quasiment absent des écoles privées du pays. Le 15 mai 2024, les représentants des écoles privées ont été convoqués par le Ministre de l'Education afin de discuter de mesures à mettre en œuvre pour l'enseignement de la langue amazighe dans le secteur privé.
En 2012, la ville de Midelt a été la première à généraliser l'enseignement du tamazight dans ses écoles,.
Le Maroc est le pays qui compte le plus grand nombre de berbères. Les berbérophones représentent 40 à 45% de la population selon l'INALCO (institut national des langues et civilisations orientales),.
Le 1er juin 2023, M. Chakib Benmoussa, ministre de l'Éducation nationale, a annoncé l'adoption d'une feuille de route gouvernementale visant à généraliser l'enseignement de la langue amazighe dans le cycle primaire à l'horizon 2030. A terme, 4 millions d'écoliers et 12 000 établissements seront concernés par cette mesure. En 2023, seuls 330 000 élèves bénéficient de cours d'enseignement en langue berbère au Maroc. Pour l'année scolaire 2023/2024, 31% des écoles primaires enseignent la langue amazighe. Le ministre de l’Éducation a mentionné l’attribution de 600 postes lors de la session de formation de décembre 2023, portant à 2 460 le nombre d’enseignants spécialisés en langue amazighe pour l’année scolaire 2024/2025.
Dans l'enseignement supérieur, depuis 2007, des licences en "Études amazighes" sont dispensées au niveau de trois universités (Ibn Zohr à Agadir, Sidi Mohamed Ben Abdellah à Fès-Saiss et Mohammed 1er à Oujda). En 2023, le ministre de l'Enseignement supérieur, Abdellatif Miraoui, a indiqué qu'un parcours national modèle sera créé pour la licence en éducation, spécialisée dans l'enseignement primaire de la langue amazighe à l'ENS de Rabat ainsi qu'à l’École supérieure d'éducation et de formation d'Oujda.

### En Libye
Interdit sous le régime de Mouammar Kadhafi, l'enseignement du tamazight est aujourd'hui au centre des revendications des populations berbérophones du pays,. À Tripoli, une école propose des cours gratuits de langue amazighe. L'enseignement de la langue berbère, utilisant l'alphabet tifinagh, a commencé dès 2012 dans plusieurs établissements scolaires des régions amazighophones du nord-est du pays,. En 2022, une première promotion d'étudiants diplômés en licence de tamazight est sortie de la faculté des Lettres de l'université de Zouara.

### Dans les autres pays
Il est possible de retrouver l'enseignement du tamazight dans certains pays ou régions comprenant une forte communauté immigrée berbérophone à l'instar de la France, des Pays-Bas, de la Belgique, de l'Espagne ou du Canada.

## Les médias d'expression berbérophone

### En Algérie
Il existe quelques médias publics et privés d'expression berbère.

#### Radio

##### La Chaîne 2
La Chaîne 2 est une radio algérienne nationale généraliste diffusant ses programmes en cinq variantes linguistiques amazighes comme le kabyle principalement mais aussi le chenoui, le chaoui, le mozabite et le targui.
En 2012, le Haut commissariat à l'amazighité a exprimé la nécessité de développer les ressources humaines et matérielles de Chaîne 2 pour sa mise à niveau avec la radio arabophone Chaîne 1.

##### Les radios publiques locales
Les radios locales de Tizi Ouzou et Béjaia sont presque entièrement berbérophones. D'autres radios locales (Bouira, Khenchela, Batna, Tipaza, Oum El Bouaghi, etc.) proposent quelques programmes en langue amazighe,.

#### Télévision
Le 18 mars 2009, une chaine de télévision publique en tamazight (A4, Algérie 4 ou TV4 Tamazight) a vu le jour en Algérie. La chaîne Berbère Télévision émet également vers l'Algérie.

#### Presse écrite
L'agence de presse APS offre deux versions de son site web en tamazight : une écrite en néo-tifinagh et l'autre écrite avec l'alphabet berbère latin.

### Au Maroc
- Tamazight TV : lancée en 2010, est une chaine de télévision publique qui diffuse environ 70 % de ses programmes en langue berbère[120].
- Radio Amazigh: station de radio publique et généraliste. En règle générale, les programmes du matin sont en rifain (tarifit), ceux de l'après-midi en tamazight du Maroc central et ceux de la soirée en chleuh (tachlhit).
- Plusieurs radios locales privées proposent des émissions en berbère (Cap Radio, Radio Plus Agadir, etc.)
- L'agence de presse marocaine (MAP) offre une version en amazigh (tifinagh) de son site Internet.

### En France
- Berbère Télévision : est une chaîne privée lancée en janvier 2000, qui diffuse ses programmes en langues kabyle et française.
- Berbère Jeunesse : est une chaîne de télévision communautaire en langues berbère et française pour les enfants. Elle a été inaugurée le 25 novembre 2008.
- Berbère Music : est une chaîne de télévision consacrée à la musique berbère. Elle a été inaugurée le 25 novembre 2008.
- Beur TV : propose quelques programmes en langue berbère.

#### Radio
- Beur FM diffuse de la musique kabyle et des programmes en kabyle comme Awal Tamazgha,..
- France Maghreb 2 diffuse de la musique kabyle.
- Pastel FM 99.4 diffuse de la musique kabyle et des programmes en kabyle.

### Au Canada
- TV amazigh monde : est une chaîne privée qui diffuse ses programmes en berbère.
- TQ5 : est une chaîne privée lancée le 12 janvier 2018, soit le 1 Yennayer 2968 qui diffuse ses programmes 100 % en langue kabyle.